# Sampson H. Butler
Sampson Hale Butler (* 3. Januar 1803 bei Ninety Six, Greenwood County, South Carolina; † 16. März 1848 in Tallahassee, Florida) war ein US-amerikanischer Politiker. Zwischen 1839 und 1842 vertrat er den Bundesstaat South Carolina im US-Repräsentantenhaus.

## Werdegang
Sampson Butler besuchte die öffentlichen Schulen seiner Heimat und studierte danach am South Carolina College, der heutigen University of South Carolina in Columbia. Nach einem anschließenden Jurastudium und seiner im Jahr 1825 erfolgten Zulassung als Rechtsanwalt begann er in Edgefield in seinem neuen Beruf zu arbeiten. Später verlegte er seinen Wohnsitz und die Kanzlei nach Barnwell. Butler wurde auch Mitglied der Miliz seines Staates, in der er Oberst war.
Butler war Mitglied der Demokratischen Partei. Zwischen 1832 und 1839 war er Sheriff im Barnwell County. Von 1832 bis 1835 saß er als Abgeordneter im Repräsentantenhaus von South Carolina. Butler war ein Anhänger von John C. Calhoun. Während der Nullifikationskrise unterstützte er die Forderungen des Staates South Carolina und trat für eine Ausweitung der Sklaverei ein. Er war Sklavenhalter. Butler war, wie Calhoun, ein Verfechter der Rechte der Einzelstaaten gegenüber der Bundesregierung.
1838 wurde er im ersten Wahlbezirk von South Carolina in das US-Repräsentantenhaus in Washington, D.C. gewählt, wo er am 4. März 1839 die Nachfolge von John Campbell antrat. Nach einer Wiederwahl im Jahr 1840 konnte Butler am 4. März 1841 eine zweite Legislaturperiode im Kongress beginnen. Aus gesundheitlichen Gründen trat er aber vorzeitig am 27. September 1842 von seinem Mandat zurück. Sein Sitz fiel dann nach einer Nachwahl an Samuel W. Trotti. Nach seiner Zeit im Repräsentantenhaus arbeitete Butler noch einige Zeit als Rechtsanwalt. Dann zog er nach Tallahassee in Florida. Dort ist er am 16. März 1848 auch verstorben.